# Monime
Monime (starořecky Μονίμη; zemřela 71 př. n. l.) byla pontskou královnou v letech 88–71 před Kristem a druhou ženou Mithridata VI.
Monime byla dcerou jistého Filopoimena, jednoho z předních občanů iónského původu buďto z Milétu, anebo ze Stratonikeji v Karii. Mithridatés si jí povšiml poté, co roku 88 př. n. l. dobyl její rodné město. Jejímu otci nabídl značnou částku ve zlatě výměnou za to, že se Monime stane jeho konkubínou v harému. Mezi starými Řeky bylo nejčastěji líčeno, jak přes Mithridatovy úpěnlivé snahy a nabídky až 15 000 zlatých Monime sňatek odmítala do té doby, než jí byl smluvně přiznán královský diadém spolu s titulem královny. Řekové ji popisovali jako krásnou a inteligentní ženu s dlouhými zlatavými vlasy.
Královští písaři přichystali manželskou smlouvu a král nechat zhotovit tiáru z purpurového zlatého materiálu, stejně jako jí poté přiřkl přes 10 paláců v Sinopé, v nichž byla ubytována. Po uzavření sňatku v 88 př. n. l. byl její otec jmenován Mithridatovým místodržitelem v Efezu. Na začátku měla na Mithridata obrovský vliv Po několika letech manželství se však manželský vztah značně zhoršil. Monime sama začala litovat, že se za Mithridata vůbec provdala a že kvůli tomu musela opustit svou rodnou vlast. 
Svůj život strávila v trpkosti a litovala své krásy, neboť namísto manžela získala despotu a namísto domu a manželství pevnost barbara; a daleko od Řecka, očekávaný majetek nebyl nic víc než jen sen, zatímco toho opravdového postrádala. – Plutarchos, Vitae parallelae
Když byl v roce 71 př. n. l. Mithridatés přinucen uprchnout do Arménie, vydal rozkaz, dle něhož se měla Monime zabít. Protože však toho sama nebyla schopna, jeden z Mithridatových vojáků jí sťal hlavu. Její smrt vylíčil Plutarchos takto:
Posléze dorazil Bakchidés a poručil jim zemřít takovým způsobem, jaký se oběma zdál nejjednodušším a nejméně bolestným. Sundala si královský diadém, přitiskla si jej ke krku a pověsila se za něj; avšak diadém se v onom okamžení zlomil. „Zatracená tretka- řekla-, ani k tomu mi nedopomůžeš!“; a poté, co nechala diadém roztříštit o zem, nastavila krk Bakchidovi.
Monime je rovněž jednou z hlavních postav Racinovy tragédie Mithridatés, kterou si oblíbil hlavně Ludvík XIV. a Karel XII.